# Список національних парків Греції
Територія Греції вкрай роздроблена, має велику кількість екосистем. Майже 5 % усієї берегової лінії Греції займають екологічно-чутливі водно-болотні території. Дві третини всього населення Греції живе не далі 2 км від берега, де розташовані найбільші міста країни. Також великі туристичні потоки спрямовані на широке узбережжя Греції. Все це створює величезне навантаження на екосистеми регіону, і для підтримки екологічного балансу в особливо тендітних екосистемах створюються охороняють території: національні парки, ліси, заказники і заповідники.

## Національні парки Греції
| Назва | Зображення   | Площа, га | Утворено | Карта        | Розташування                                                                |
| --- | ------------ | --------- | -------- | ------------ | --------------------------------------------------------------------------- |
| Національний парк Олімп Εθνικός δρυμός Ολύμπου                                                                | Олімп        | 3,988     | 1938     | Олімп        | 40°04′13″ пн. ш. 22°25′17″ сх. д. / 40.07019027° пн. ш. 22.42147055° сх. д. |
| Національний парк Парніта Εθνικός δρυμός Πάρνηθας                                                             | Парніта      | 3,812     | 1961     | Парніта      | 38°10′12″ пн. ш. 23°42′27″ сх. д. / 38.17002823° пн. ш. 23.70745258° сх. д. |
| Національний парк Парнас Εθνικός δρυμός Παρνασσού                                                             | Парнас       | 3,513     | 1938     | Парнас       | 38°34′14″ пн. ш. 22°32′22″ сх. д. / 38.57056007° пн. ш. 22.53953099° сх. д. |
| Національний парк Енос Εθνικός δρυμός Αίνου Κεφαλληνίας                                                       | Енос         | 2,862     | 1962     | Енос         | 38°08′58″ пн. ш. 20°40′21″ сх. д. / 38.14957124° пн. ш. 20.67256066° сх. д. |
| Національний парк Суніон Εθνικός δρυμός Σουνίου                                                               | Суніон       | 3,500     | 1974     | Суніон       | 37°42′35″ пн. ш. 24°00′29″ сх. д. / 37.70959872° пн. ш. 24.00802492° сх. д. |
| Національний парк Іті Εθνικός δρυμός Οίτης                                                                    | Іті          | 7,210     | 1966     | Іті          | 38°49′58″ пн. ш. 22°19′12″ сх. д. / 38.83287833° пн. ш. 22.32003927° сх. д. |
| Національний парк Лефка-Орі (Самарія) Εθνικός δρυμός Λευκών Ορέων (Σαμαριάς)                                  | Самарія      | 4,850     | 1962     | Самарія      | 35°19′04″ пн. ш. 23°58′19″ сх. д. / 35.31789493° пн. ш. 23.97187998° сх. д. |
| Національний парк Пінд Εθνικός δρυμός Πίνδου                                                                  | Пінд         | 6,927     | 1966     | Пінд         | 39°54′56″ пн. ш. 21°10′13″ сх. д. / 39.91557590° пн. ш. 21.17034344° сх. д. |
| Національний парк Озеро Преспа Εθνικός δρυμός Πρεσπών                                                         | Озеро Преспа | 19,470    | 1974     | Озеро Преспа | 40°47′14″ пн. ш. 21°04′45″ сх. д. / 40.78727285° пн. ш. 21.07915442° сх. д. |
| Національний парк Вікос-Аоос Εθνικός δρυμός Βίκου Αώου                                                        | Вікос-Аоос   | 12,600    | 1973     | Вікос-Аоос   | 39°58′18″ пн. ш. 20°43′53″ сх. д. / 39.97176589° пн. ш. 20.73126878° сх. д. |
| Національний парк Закінф Εθνικό Θαλάσσιο Πάρκο Ζακύνθου                                                       | Закінф       | 13,500    | 1999     | Закінф       | 37°47′00″ пн. ш. 20°54′00″ сх. д. / 37.78333° пн. ш. 20.9° сх. д.           |
| Національний морський парк Алонісос-Північні Споради Εθνικό Θαλάσσιο Πάρκο Αλοννήσου Βορείων Σποράδων, ΕΘΠΑΒΣ | Алонісос     | 208,713   | 1992     | Алонісос     | 39°14′14″ пн. ш. 24°06′22″ сх. д. / 39.23711726° пн. ш. 24.10607594° сх. д. |

Також існує особливо охоронювана територія Ліс-Дасія (Δάσος Δαδιάς) в гирлі річки Еврос у Фракії.